# Antonio González Álvarez
Antonio González Álvarez, meglio conosciuto come Chuzo (Antequera, 28 gennaio 1940) è un ex calciatore spagnolo, di ruolo difensore.

## Carriera
Con l'Atlético Madrid ha vinto due Coppe di Spagna (1959-60, 1960-61) e una Coppa delle Coppe (1961-62).
Nella sua ultima stagione all'Atlético fu il secondo giocatore più prolifico in campionato con nove reti realizzate.
Con la nazionale Under-18 raggiunge la finale del campionato europeo di categoria del 1957. Complessivamente, con la rappresentativa U-18 ha messo a segno ben 13 reti in soli 9 incontri disputati, che lo rendono il miglior marcatore della storia di questa nazionale. Durante la propria carriera è stato infatti anche più volte impiegato come centrocampista, dimostrando buone doti realizzative.